# Slobodan Samardžić

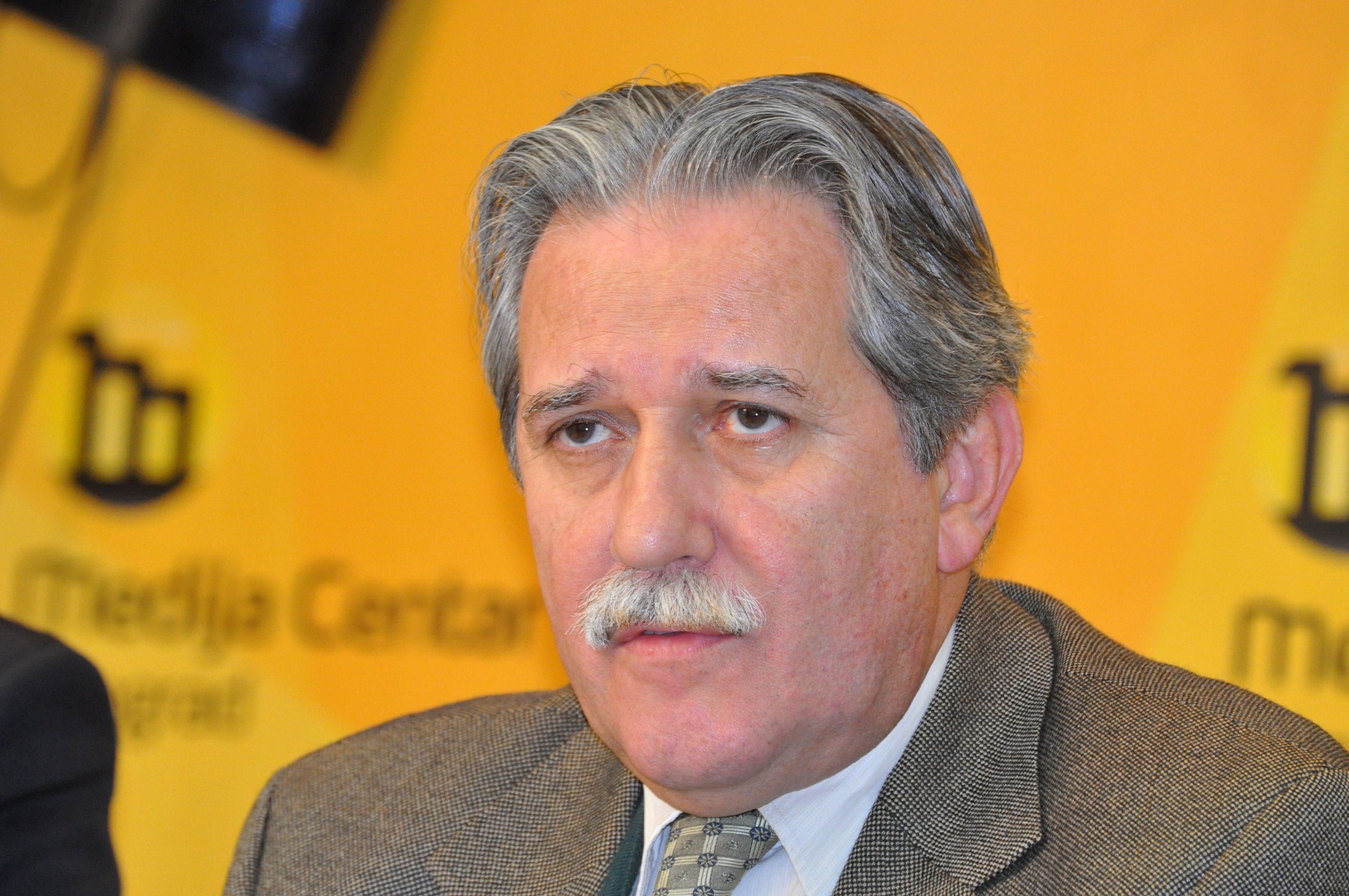
Slobodan Samardžić, 2004

Slobodan Samardžić (serbisch-kyrillisch Слободан Самарџић, * 1953 in Belgrad, Sozialistische Föderative Republik Jugoslawien) ist ein serbischer Politiker und ehemaliger Minister für das Kosovo.
Seine Eltern stammten aus serbischen Familien Bosnien-Herzegowinas und Montenegros.
Slobodan Samardžić studierte Politikwissenschaft und Philosophie an der Universität Belgrad, aber auch in Frankfurt, Göttingen, Fribourg und Brüssel und arbeitete von 1982 bis 1984 bei Radio Belgrad. 2001 wurde er Professor für Europäische Studien an der Fakultät für Politische Wissenschaften der Universität Belgrad. Seine Forschungsschwerpunkte sind Föderalismus und Konstitutionalismus.
Samardzic spricht neben Englisch auch Deutsch. Er hat zwei Söhne und eine Tochter.
Slobodan Samardžić ist Mitglied der 1992 von Vojislav Koštunica gegründeten Demokratischen Partei Serbiens und war in dessen Regierung von Mai 2007 bis Juli 2008 Minister für das Kosovo. Als solcher nahm er an den Wiener Troika-Verhandlungen über die Zukunft des Kosovo teil und stellte einen Sechs-Punkte-Plan zur „funktionalen“ Teilung des Kosovo zwischen Albanern und Serben vor.

## Werke
- Ideology and Rationalism (1984)
- Council Democracy (1987)
- Yugoslavia and the Challenge of Federalism (1990)
- Coercive Community and Democracy (1994)
- European Union as a Model of the Supranational Community (1998)
- State Construction and Deconstruction (2008).